# Grischa Prömel
Grischa Prömel est un footballeur allemand né le 9 janvier 1995 à Stuttgart. Il évolue au poste de milieu de terrain avec le TSG Hoffenheim en Bundesliga.

## Carrière

### En équipe nationale
Avec les moins de 20 ans, il participe à la Coupe du monde des moins de 20 ans 2015 organisée en Nouvelle-Zélande. L'Allemagne atteint les quarts de finale de la compétition, en étant éliminée par le Mali aux tirs au but. Prömel inscrit deux buts lors de cette compétition, contre les Fidji, puis contre le Honduras.
Il est ensuite retenu dans une liste de 18 joueurs afin de participer aux Jeux olympiques d'été de 2016 organisés au Brésil. Il joue quatre matchs lors du tournoi olympique, remportant la médaille d'argent.

## Statistiques

### En club
| Saison                | Club                  | Championnat            | Championnat | Championnat | Coupe(s) nationale(s) | Coupe(s) nationale(s) | Compétition(s) continentale(s) | Compétition(s) continentale(s) | Compétition(s) continentale(s) | Barrages | Barrages | Total | Total |
| Saison                | Club                  | Division               | M.          | B.          | M.                    | B.                    | Comp.                          | M.                             | B.                             | M.       | B.       | M.    | B.    |
| 2014-2015             | TSG Hoffenheim II     | Regionalliga Sud Ouest | 23          | 5           | -                     | -                     | -                              | -                              | -                              | -        | -        | 23    | 5     |
| 2015-2016             | TSG Hoffenheim II     | Regionalliga Sud Ouest | 1           | 0           | -                     | -                     | -                              | -                              | -                              | -        | -        | 1     | 0     |
| Sous-total            | Sous-total            | Sous-total             | 24          | 5           | 0                     | 0                     | -                              | 0                              | 0                              | 0        | 0        | 24    | 5     |
| 2015-2016             | Karlsruher SC         | 2.Bundesliga           | 21          | 2           | -                     | -                     | -                              | -                              | -                              | -        | -        | 21    | 2     |
| 2016-2017             | Karlsruher SC         | 2.Bundesliga           | 23          | 0           | -                     | -                     | -                              | -                              | -                              | -        | -        | 23    | 0     |
| Sous-total            | Sous-total            | Sous-total             | 44          | 2           | 0                     | 0                     | -                              | 0                              | 0                              | 0        | 0        | 44    | 2     |
| 2017-2018             | Union Berlin          | 2.Bundesliga           | 23          | 1           | 1                     | 0                     | -                              | -                              | -                              | -        | -        | 24    | 1     |
| 2018-2019             | Union Berlin          | 2.Bundesliga           | 29          | 7           | 2                     | 0                     | -                              | -                              | -                              | 2        | 0        | 33    | 7     |
| 2019-2020             | Union Berlin          | Bundesliga             | 16          | 0           | 3                     | 0                     | -                              | -                              | -                              | -        | -        | 19    | 0     |
| 2020-2021             | Union Berlin          | Bundesliga             | 24          | 3           | 2                     | 1                     | -                              | -                              | -                              | -        | -        | 26    | 4     |
| 2021-2022             | Union Berlin          | Bundesliga             | 29          | 8           | 4                     | 0                     | C4                             | 6                              | 0                              | -        | -        | 39    | 8     |
| Sous-total            | Sous-total            | Sous-total             | 121         | 19          | 12                    | 1                     | -                              | 6                              | 0                              | 2        | 0        | 141   | 20    |
| 2022-2023             | TSG Hoffenheim        | Bundesliga             | 18          | 1           | 2                     | 1                     | -                              | -                              | -                              | -        | -        | 20    | 2     |
| 2023-2024             | TSG Hoffenheim        | Bundesliga             | 19          | 3           | 2                     | 0                     | -                              | -                              | -                              | -        | -        | 21    | 3     |
| Sous-total            | Sous-total            | Sous-total             | 37          | 4           | 4                     | 1                     | -                              | 0                              | 0                              | 0        | 0        | 41    | 5     |
| Total sur la carrière | Total sur la carrière | Total sur la carrière  | 226         | 30          | 16                    | 1                     | -                              | 6                              | 0                              | 2        | 0        | 250   | 31    |

## Palmarès
Allemagne Olympique
- Médaille d'argent aux Jeux olympiques d'été de 2016